# Appressorium
Der Begriff Appressorium (Plural: Appressorien) oder auch Haftscheibe wird in der Biologie für unterschiedliche Strukturen bzw. Organe benutzt, die sich dicht an andere Objekte oder Lebewesen anlegen können, insbesondere:
- Die an der Spitze der Keimschläuche von Pilzen verbreiteten Haftscheiben. Sie dienen dazu, sich an pflanzlichen Oberflächen anheften zu können. Diese wirken ferner als Nährstoffreservoir für den Erreger. Bei der mechanischen Penetration der Infektionshyphe dienen die Appressorien als Widerlager, um die zum Teil auftretenden hohen Drücke von bis zu 7at zu ermöglichen.[1]

- Pilzhyphen im Thallus mancher Flechtenarten, die sich eng an Algenzellen anschmiegen.[2]

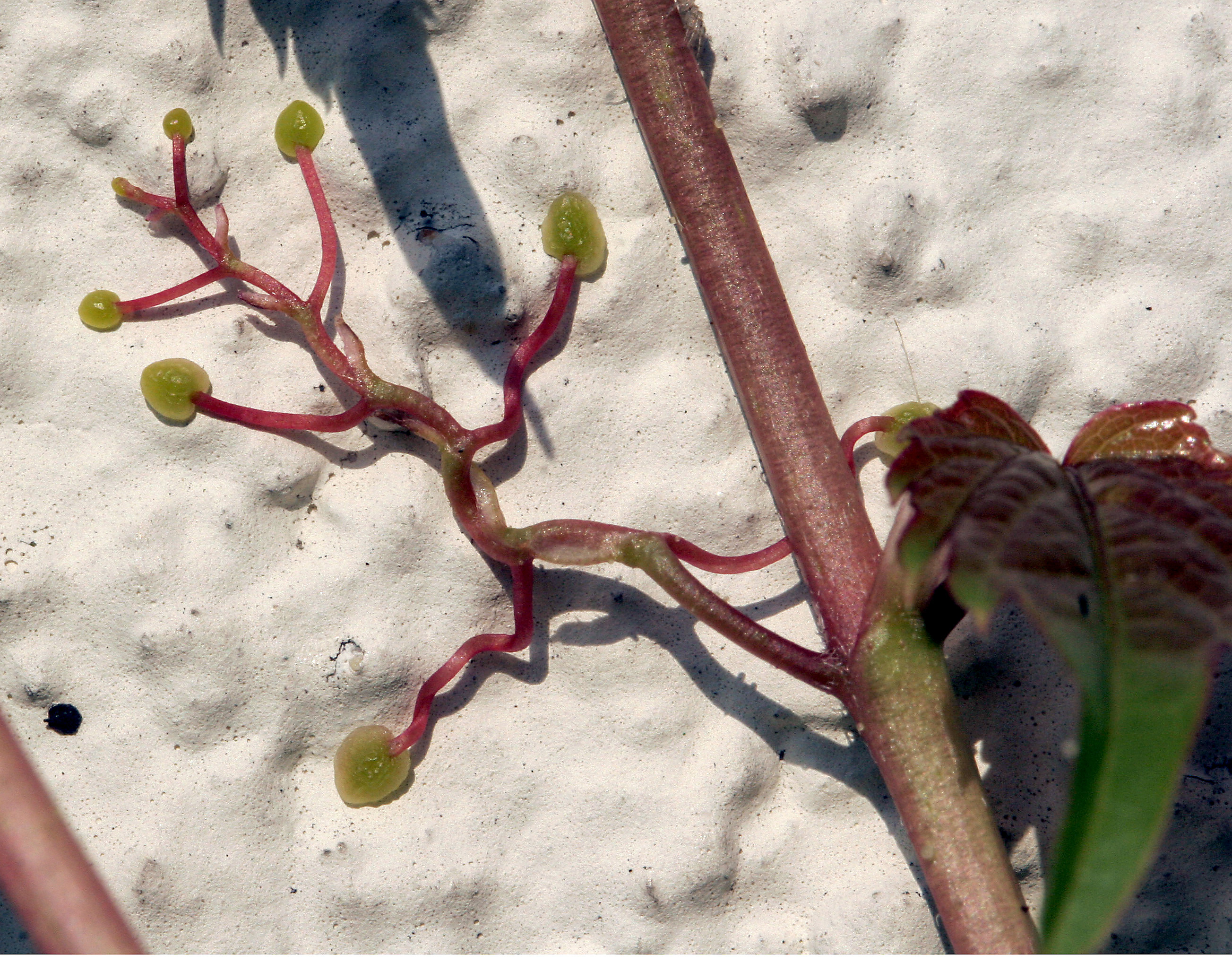
Haftscheiben von Parthenocissus tricuspidata

- Befestigungsstrukturen an den Ranken mancher Kletterpflanzen, etwa die Haftscheiben von Parthenocissus (Wilder Wein).[3]

- Haftstrukturen an den Fingern mancher Froschlurche.